# Villa Müller
 (décembre 2016).
Si vous disposez d'ouvrages ou d'articles de référence ou si vous connaissez des sites web de qualité traitant du thème abordé ici, merci de compléter l'article en donnant les références utiles à sa vérifiabilité et en les liant à la section « Notes et références ».
La villa Müller (ou villa Loos) est une luxueuse villa du quartier Ořechovka (cs), à Prague (Nad Hradním vodojemem 14, Prague 6), que les architectes Adolf Loos et Karel Lhota ont construit pour František Müller, riche promoteur et propriétaire de l'entreprise de construction publique Kapsa-Müller, quand celui-ci désira déménager avec sa famille de Plzeň à Prague.

## Histoire
En dépit des lenteurs administratives et des changements imposés par la direction de l'équipement de la mairie de Prague, la construction a lieu entre 1928 et 1930 alors qu'au même moment Ludwig Mies van der Rohe construit la villa Tugendhat à Brno.

## Style
La villa s'inscrit en avant-garde de l'architecture internationale. Loos y a appliqué ses théories fonctionnalistes et le raumplan où l'espace n'est pas simplement divisé en pièces sur différents étages, mais en cubes et chaque espace se divise en plusieurs niveaux. Loos étant surtout un styliste de décoration intérieure, il a créé dans la villa un espace simple et élégant, rejetant toute forme d'ornementation non-fonctionnelle. À noter que Loos n'a pas dessiné de plans précis pour la villa, préférant composer l'espace au-fur-et-à-mesure de la construction. Il considère lui-même la villa Müller comme l'une de ses principales réalisations architecturales,.
Cette maison peut être comparée à d'autres édifices comme la maison Steiner à Vienne qui bénéficie également d'un plan identique à chaque étage. Cette maison est comme tant d'autres de Loos très sobre à l'extérieur  et relativement riche à l'intérieur ; ceci est réalisé afin d'éviter un trop grand étalage de richesses.

## Galerie

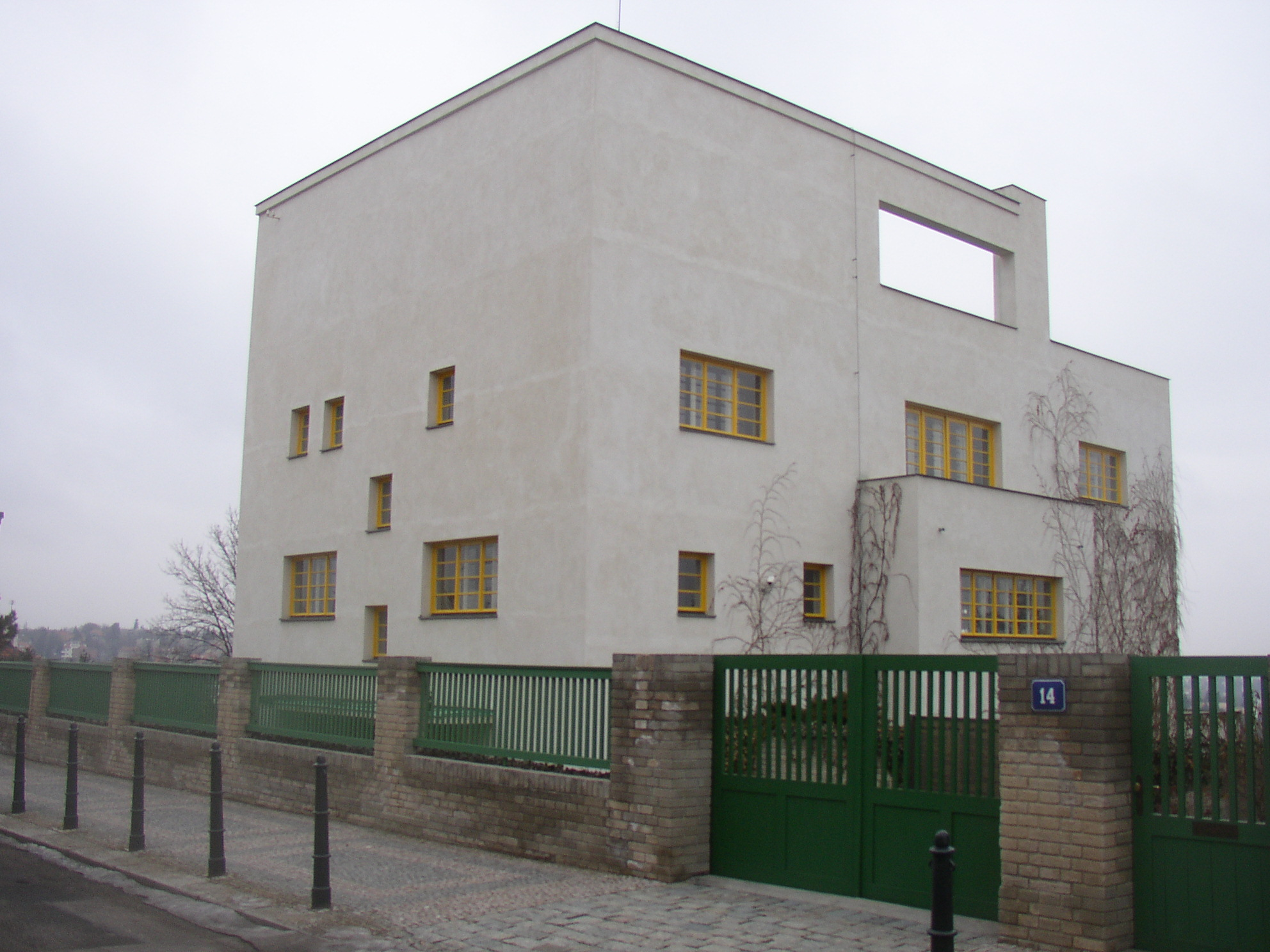
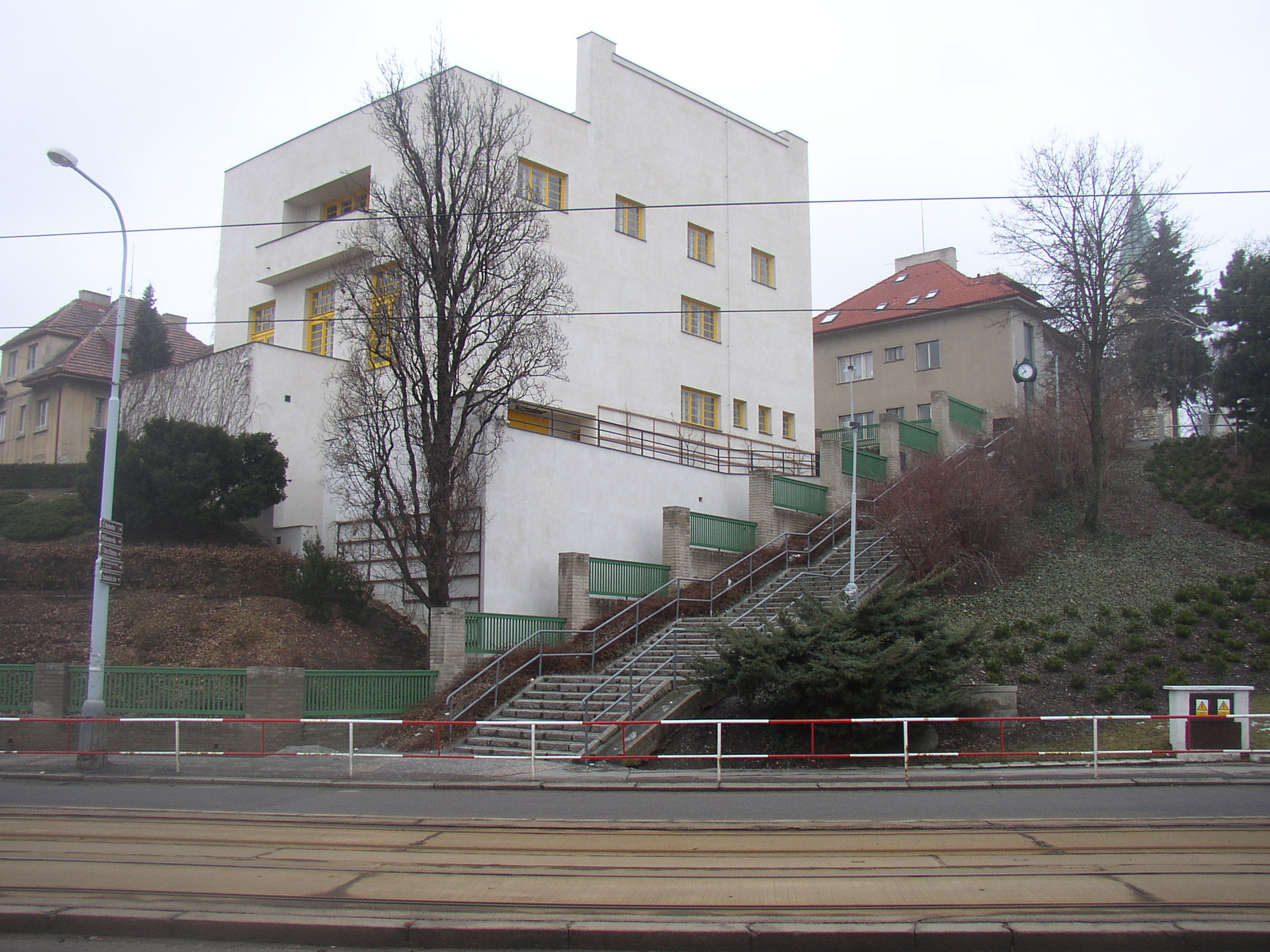
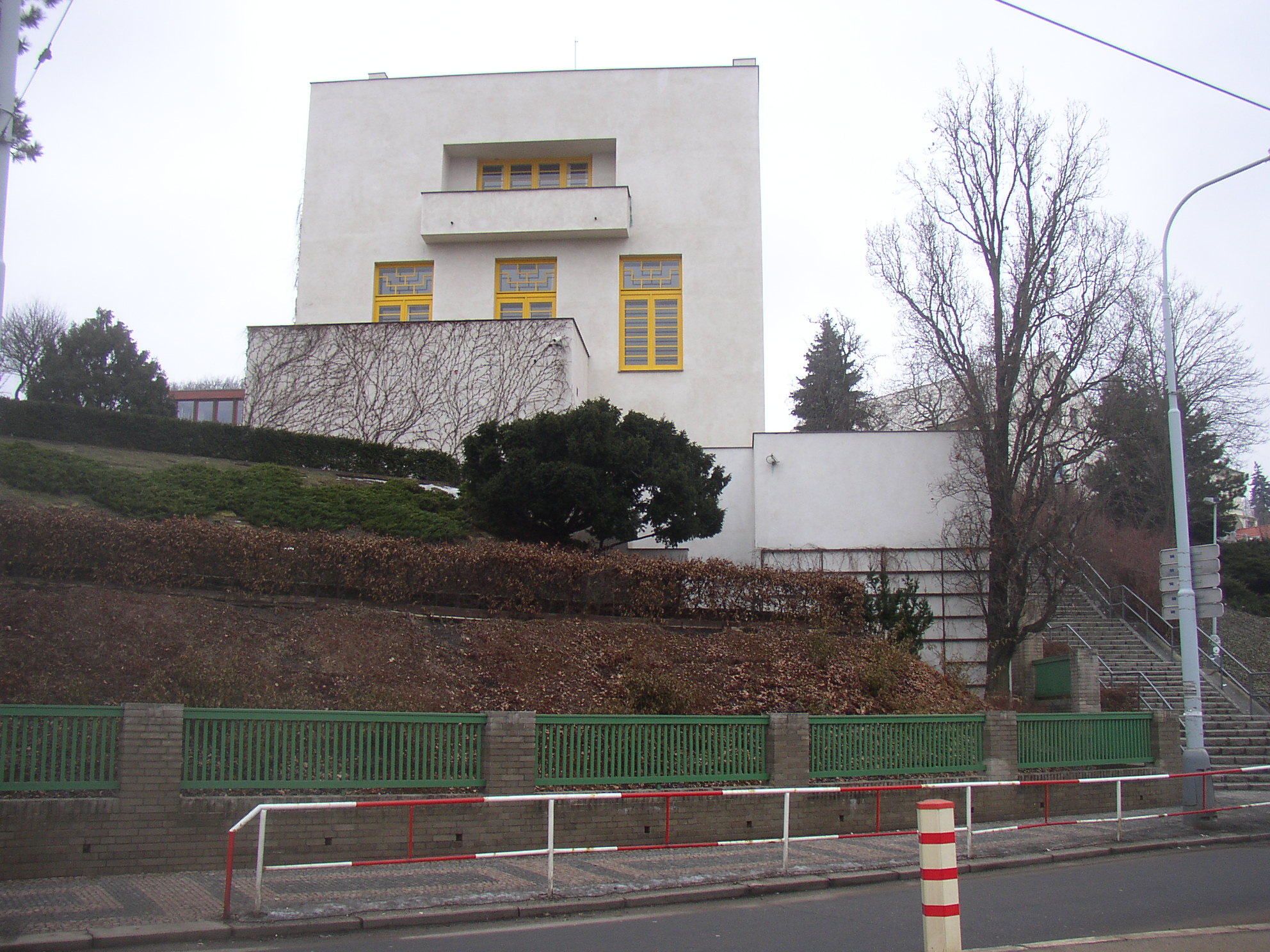
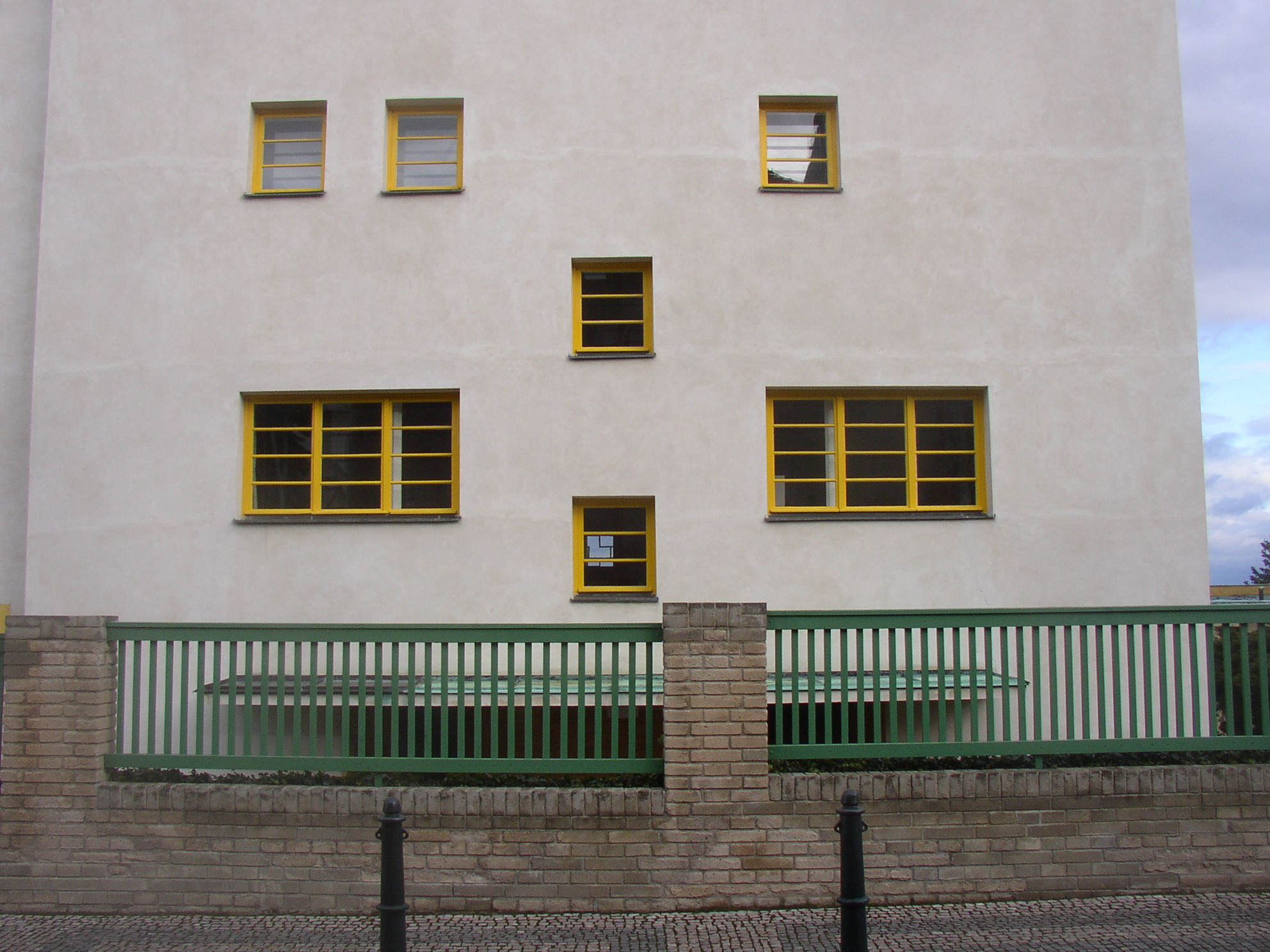

## Pour approfondir